# Kanton Château-Porcien
Château-Porcien is een kanton van het Franse departement Ardennes. Het kanton maakt deel uit van het arrondissement Rethel.

## Geschiedenis
Tot 22 maart 2015 omvatte het kanton 16 gemeenten. Op die dag werden de aangrenzende kantons Asfeld en Juniville opgeheven en de gemeenten werden opgenomen in het kanton Château-Porcien dat daarmee op een totaal van 47 gemeenten kwam.

## Gemeenten
Het kanton Château-Porcien omvat de volgende gemeenten:
- Aire
- Alincourt
- Annelles
- Asfeld
- Aussonce
- Avançon
- Avaux
- Balham
- Banogne-Recouvrance
- Bergnicourt
- Bignicourt
- Blanzy-la-Salonnaise
- Brienne-sur-Aisne
- Le Châtelet-sur-Retourne
- Château-Porcien
- Condé-lès-Herpy
- L'Écaille
- Écly
- Gomont
- Hannogne-Saint-Rémy
- Hauteville
- Herpy-l'Arlésienne
- Houdilcourt
- Inaumont
- Juniville
- Ménil-Annelles
- Ménil-Lépinois
- Neuflize
- La Neuville-en-Tourne-à-Fuy
- Perthes
- Poilcourt-Sydney
- Roizy
- Saint-Fergeux
- Saint-Germainmont
- Saint-Loup-en-Champagne
- Saint-Quentin-le-Petit
- Saint-Remy-le-Petit
- Sault-Saint-Remy
- Seraincourt
- Sévigny-Waleppe
- Son
- Tagnon
- Taizy
- Le Thour
- Vieux-lès-Asfeld
- Villers-devant-le-Thour
- Ville-sur-Retourne